# Tour auto de La Réunion
Pour les articles homonymes, voir Tour de La Réunion.
Le Tour auto de La Réunion est un rallye automobile créé en 1969, empruntant les routes les plus sélectives de l'île de La Réunion, département d'outre-mer français dans le sud-ouest de l'océan Indien.

## Histoire
L'épreuve se fait rapidement connaître, et des pilotes de notoriété viennent inscrire leur nom au palmarès, comme Jean-Pierre Nicolas, Jean-Pierre Beltoise, Jean Ragnotti ou Bernard Béguin.
L'épreuve compte, certaines années, pour le championnat de France des rallyes de deuxième division.
Elle a aussi été incorporée au Championnat de France des rallyes 1978 (vainqueur Jean-Louis Clarr) et 2001 (vainqueur Sébastien Loeb).

## Palmarès
| Année | Pilote                                             | Copilote                                           | Voiture                                            | Gp/Cl                                              | Compétition*                                       |
| --- | -------------------------------------------------- | -------------------------------------------------- | -------------------------------------------------- | -------------------------------------------------- | -------------------------------------------------- |
| 2000 | Malik Unia                                         | Gilles Stasica                                     | Toyota Celica GT-Four (ST205)                      | A8                                                 | CdF                                                |
| 2001 | Sébastien Loeb                                     | Daniel Elena                                       | Citroën Xsara Kit-Car                              | A7                                                 | CFR                                                |
| 2001 | Philippe Maitre                                    | Jean Thierry                                       | Renault Mégane Maxi                                | A7                                                 | CLR                                                |
| 2002 | Sabir Gany                                         | Zakaria Omarjee                                    | Peugeot 306 Maxi                                   | A7                                                 | CdF                                                |
| 2003 | Pascal Ardouin                                     | Christian Paris                                    | Peugeot 206 S1600                                  | A6                                                 | ARC et CdF                                         |
| 2004 | David Grondin                                      | Didier Bénard                                      | Citroën C2 S1600                                   | A6                                                 | ARC et CdF                                         |
| 2005 | Pascal Ardouin                                     | Christian Paris                                    | Peugeot 206 WRC                                    | A8                                                 | CdF                                                |
| 2006 | Pascal Ardouin                                     | Christian Paris                                    | Peugeot 206 WRC                                    | A8                                                 | CdF                                                |
| 2007 | Tony Ricquebourg                                   | Christian Pausé                                    | Renault Maxi Megane                                | A7                                                 | CdF                                                |
| 2008 | Farouk Moullan                                     | Abdoul Rahman Patel                                | Ford Escort RS Cosworth                            | A8                                                 | CdF                                                |
| 2009 | Malik Unia                                         | Jean-Diony Laval                                   | Peugeot 207 S2000                                  | A7S                                                | CdF                                                |
| 2010 | Olivier Payet                                      | Hamza Mogalia                                      | Fiat Abarth Grande Punto S2000                     | A7S                                                | CdF                                                |
| 2011 | Olivier Payet                                      | Hamza Mogalia                                      | Fiat Abarth Grande Punto S2000                     | A7S                                                | CdF                                                |
| 2012 | Samuel Bellon                                      | Christophe Tonru                                   | Peugeot 207 S2000                                  | A7S                                                | CdF                                                |
| 2013 | Samuel Bellon                                      | Christophe Tonru                                   | Peugeot 207 S2000                                  | A7S                                                | CdF                                                |
| 2014 | Stéphane Sam-Caw-Freve                             | Margaux Teyssedre                                  | Peugeot 206 WRC                                    | A8W                                                | CFR D2 et CdF                                      |
| 2015 | Stéphane Sam-Caw-Freve                             | Margaux Teyssedre                                  | Peugeot 206 WRC                                    | A8W                                                | CFR D2 et CdF                                      |
| 2016 | Stéphane Sam-Caw-Freve                             | Margaux Teyssedre                                  | Peugeot 206 WRC                                    | A8W                                                | CFR D2 et CdF                                      |
| 2017 | Jean-Marie Cuoq                                    | Christophe Tonru                                   | Citroën C4 WRC                                     | A8W                                                | CFR D2 et CdF                                      |
| 2017 | Damien Dorseuil                                    | Mohammad Noor Balbolia                             | Peugeot 208 T16                                    | R5                                                 | CLR                                                |
| 2018 | Thierry Law Long                                   | Jean-François Law-Man-Too                          | Skoda Fabia R5                                     | R5                                                 | CFR D2 et CdF                                      |
| 2019 | Damien Dorseuil                                    | Kévin De Berge                                     | Ford Fiesta R5                                     | R5                                                 | CFR D2 et CdF                                      |
| 2020 | Rallye non-organisé, dû à la pandémie de Covid-19. | Rallye non-organisé, dû à la pandémie de Covid-19. | Rallye non-organisé, dû à la pandémie de Covid-19. | Rallye non-organisé, dû à la pandémie de Covid-19. | Rallye non-organisé, dû à la pandémie de Covid-19. |
| 2021 | Alain Foulon                                       | Gilles Delarche                                    | Suzuki Swift R1B                                   | R1                                                 | CFR D2                                             |
| 2021 | Thierry Law-Long                                   | Mohammad Noor Balbolia                             | Škoda Fabia R5                                     | R5                                                 | CdF                                                |
| * « ARC » : Championnat d'Afrique des rallyes ; « CFR » : Championnat de France des rallyes ; « CFR D2 » : Championnat de France des rallyes 2e division ; « CdF » : Coupe de France des rallyes et « CLR » : Championnat de La Réunion des rallyes. |                                                    |                                                    |                                                    |                                                    |                                                    |